# Friedrich Heeb
Friedrich Heeb (* 1. April 1884 in Leutkirch, Königreich Württemberg; † 8. Mai 1958 in Zürich) war ein Schweizer Schriftsetzer und Politiker.
Von 1909 bis 1918 war er Redaktor der Zeitung Berner Tagwacht, 1918–1921 der Arbeiterzeitung, 1921–1944 des Volksrechts. In Bern gehörte er dem Stadtrat (Gemeindeparlament) an, ebenso 1922 bis 1946 in Zürich. In den Jahren 1928 bis 1944 war er zudem im Zürcher Kantonsrat. Von 1921 bis 1926 war Friedrich Heeb Präsident der Sozialdemokratischen Partei (SP) des Kantons Zürich, 1932–1934 und 1936–1942 Präsident der Stadtzürcher SP. 1923–27 Genossenschaftsrat, 1927–57 in der Verwaltungskomm., ab 1946 Präsident des Lebensmittelvereins Zürich, 1930–57 Verwaltungsrat des Verbands Schweizerischer Konsumgenossenschaften. Autor mehrerer Werke zur Geschichte der Schweizer Arbeiterbewegung.
Friedrich Heeb war seit 1911 mit Anna Dorothea Scheler verheiratet. Der Jurist und Politiker Fritz Heeb ist sein Sohn.

## Werke (Auswahl)
- Der Deutsche Arbeiterverein Basel. Festschrift zum 75jährigen Jubiläum, 1832-1907. Basel: Verlag des Deutschen Arbeitervereins 1907.
- Gegen die Gewerkschafts-Zerstörer! Tatsachen und Dokumente über die kommunistische Minierarbeit in den schweizerischen Gewerkschaften. Zürich: Verlag der Genossenschaftsdruckerei 1922.
- Duttweiler-ABC. Vom Herrn der Migros und dem Meister des Landesrings. Eine Dokumenten-Sammlung. Zürich: Jean Christoph-Verlag 1941.
- Von den Maschinenstürmern zu den Redlichen Pionieren. Zur Jahrhundertfeier der Genossenschaftsgründung von Rochdale, 1844-1944. Zürich: Genossenschaftsdruckerei 1944. Faksimile-Nachdruck, herausgegeben von der Heinrich-Kaufmann-Stiftung Hamburg. Norderstedt: Books on Demand  2012, ISBN 978-3-8482-0896-8.
- Albert Berner und die Unionsdruckerei Bern. Ein Lebenswerk. Bern: Unionsdruckerei Bern 1946.
- Aus der Geschichte der Zürcher Arbeiterbewegung. Denkschrift zum 50jährigen Jubiläum des "Volksrecht", 1898-1948. Hrsg.: Sozialdemokratische Presseunion des Kantons Zürich. Zürich: Genossenschaftsdruckerei 1948.
- 100 Jahre Konsumgenossenschaften in den Kantonen Zürich und Schaffhausen: Kreis 7 des Verbandes schweiz. Konsumvereine. Ein Beitrag zur Geschichte der gesamtschweizerischen Genossenschaftsbewegung. Zürich: Lebensmittelverein 1952.